# Арпи (город)
А́рпи (Арпы, др.-греч. Ἄρποι, лат. Arpi) — древний город в области Давния в Апулии, на юге Апеннинского полуострова, в 30 км к западу от берега залива Манфредония Адриатического моря, на низменности Таволиере — недавно приподнятом участке дна моря между массивом Монте-Гаргано и плато Мурдже, в 6 км к северо-востоку от современного города Фоджа, у деревни Арпинова (итал. Arpinova — «Новый Арпи»), на правом берегу реки Челоне, правого притока Канделаро. Гаванью для древнего города служила Салапия.
Город назывался первоначально А́ргос Ги́ппион (Аргос Гиппийский, Ἄργος Ἵππιον), затем Арги́риппа (Ἀργύριππα), затем — Арпи. По преданию его основал Диомед и дал ему название родины — Аргоса.
Находился примерно в 20 км к востоку от Луцерии (ныне Лучера) и в 30 км к западу от Сипунта (Сипонта). В период наибольшего расширения города Сипунт был включен в его территорию.
Чтобы спастись от сабеллов (самнитов) во время второй Самнитской войны город заключил договор о союзе с Римом в 326 году до н. э. Это способствовало процветанию города в III веке до н. э., что подтверждается чеканкой серебряных и бронзовых монет. Монеты имели легенду на греческом языке и изображения греческих божеств, включая Зевса, Афину, Персефону и Ареса.
В Пирровой войне был союзником Рима. Во второй Пунической войне город сдался Ганнибалу, который зимовал там в конце 215 года до н. э. Два года спустя Фабий Максим занял город. Римляне уменьшили значение города, основав на его территории римскую колонию Сипонт (Sipontum).
По Страбону был одним из крупнейших «италийских городов-колоний, как это видно по окружности остатков стен». Ко времени Страбона город потерял всякое значение.
Перед Второй мировой войной севернее был построен аэродром Челоне Военно-воздушных сил Италии. После начала войны здесь базировалась эскадрилья люфтваффе. После капитуляции Италии 8 сентября 1943 года захвачен люфтваффе в ходе операции «Ось», однако уже 25 сентября покинут, а вскоре занят англичанами в ходе Итальянской кампании. Аэродром был базой 15-й воздушной армии США до 1945 года.
В 1956 году бывший военный дешифровщик Джон Брэдфорд в процессе дешифрирования аэрофотоснимков смог распознать городскую стену Арпи диаметром не менее 3 миль, окружавшую город с трёх сторон. На северо-западе город примыкал к реке Челоне, служившей естественным рубежом. В 1957 году Брэдфорд опубликовал большую прекрасно иллюстрированную аэроснимками монографию «Древние ландшафты» (Ancient landscapes).
Находки железного века представлены гробницами на территории, окружённой позднее стеной. Самая древняя гробница представляет собой тумулус диаметром 4,5 м и датируется VIII веком до н. э. Найдены ямные гробницы VI-V вв. до н. э. и гробницы в гроте IV—III вв. до н. э., фрагмент давнской стелы и хижина.
Стена периметром 13 км охватывает территорию около 1000 га. Укрепление датируется серединой VI века до н. э. На второй фазе, в конце VI века до н. э. ров был засыпан, а над валом возведена стена из сырцового кирпича. Внутри стены — рассеянное поселение, которое между IV и III веками до н. э. приобретает черты города В ходе обширных раскопок были обнаружены остатки многочисленных построек эллинистическо-римской эпохи. Найденный материал хранится в музеях в Фодже и Таранто.